# Niğde
Niğde è una città della Provincia di Niğde, in Turchia.